# 僕ら (ラックライフの曲)
『僕ら』（ぼくら）は、ラックライフのメジャー5作目のシングル。2018年2月28日にLantisから発売された。

## 概要
前作「リフレイン」から約6か月振りのリリース。
表題曲「僕ら」は、劇場版アニメ『文豪ストレイドッグス DEAD APPLE』エンディングテーマ。同作とのタイアップは「名前を呼ぶよ」、「風が吹く街」に続いで3曲目となる。
ミュージック・ビデオの撮影は、『文豪ストレイドッグス』の舞台であり、ラックライフがライヴでメジャーデビューを発表したゆかりの地、横浜で撮影が行われた。

## 収録曲
（全作詞・作曲：PON、編曲：ラックライフ） 
1. 僕ら
劇場版アニメ『文豪ストレイドッグス DEAD APPLE』エンディングテーマ
2. ライターライナー
3. 贅沢病